# スミレ属
スミレ属（スミレぞく、Viola）は、スミレ科に含まれる属の一つ。スミレ、パンジー、ビオラ（ヴィオラ）など多くの種を含む。

## 概論
スミレ科にはおよそ23属800種が知られているが、そのうち草本300種（400種 - 450種とも）のほとんどがスミレ属に属している。科全体としては樹木の方が多く、スミレ属がほとんど草本からなるのはやや特殊である。スミレの仲間は現在盛んに種分化が進行していると考えられるため、非常に変化が激しく、日本では各地の変種や色変わりをも含めて、学名があるものが250もある。
花の形は基本的には似ていて、左右対称で、見ただけでスミレとわかるものである。花びらは5弁、多くはそのうち1つ下側の花びら（唇弁）が大きく、あるいは逆に小さく、若干の模様が出る。唇弁の基部は後ろに突き出して袋状の距（）を作る。果実は朔果（）で、熟すると三つに割れ、断面に種子が並んでいるのが見えるようになる。そのうちに果実が乾燥して縮み、種子は押し出されて弾け飛ぶ（自動種子散布と呼ばれる）。大多数の種では、種子にエライオソームと言われる付属物があり、これがアリを誘引して、自動散布ののちさらに種子散布の助けになると考えられる（二重散布）。一部の種では種子が弾け飛ぶことなく地面に落ち、アリによって分散される（純粋アリ散布）。また、閉鎖花をつけるものがよくある。花茎の中ほどに1対の小苞がつく。
日本産のものはすべて草本である。分布は沖縄から北海道までの全土に渡り、各地に固有種がある。道ばたや野原に咲くものもあれば、山奥の渓流のほとりに咲くもの、高山のお花畑に咲くものまで、様々である。高山のものは黄色い花をつけ、それ以外のものは紫、青かピンク、白系統のものが多い。河畔のヨシ群落に生息するタチスミレのように背が高くなるものもあるが、ほとんどが背の低い草で、茎を地表より高く伸ばさないものが多い。葉はほとんどのものがハート型か、それを引き伸ばしたような形をしている。
スミレの語源は昔の大工用具「墨入れ」に由来し、距を墨入れに見立てたものとしたと云う牧野富太郎の唱えた説がよく知られているが、異説もある。

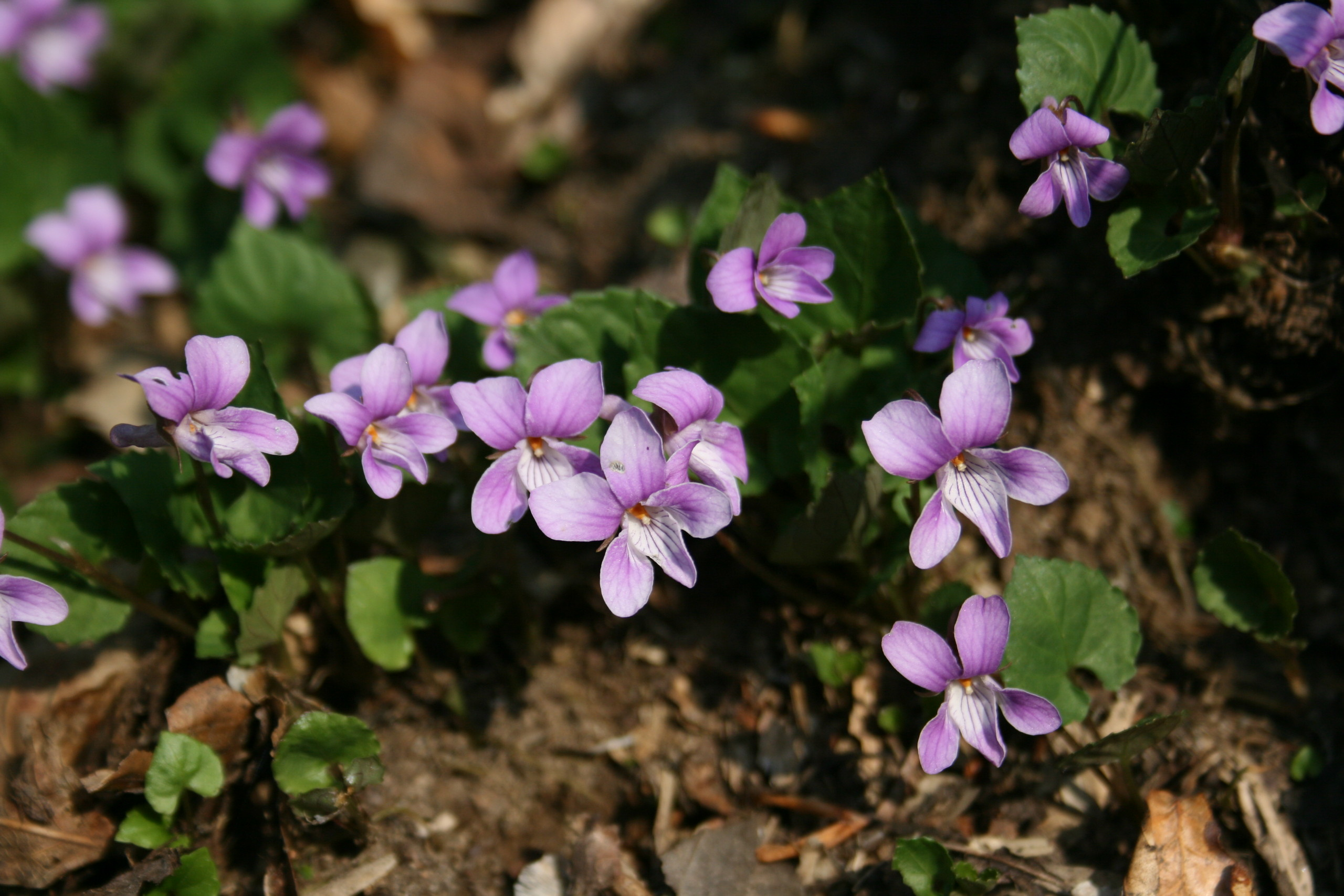
タチツボスミレ
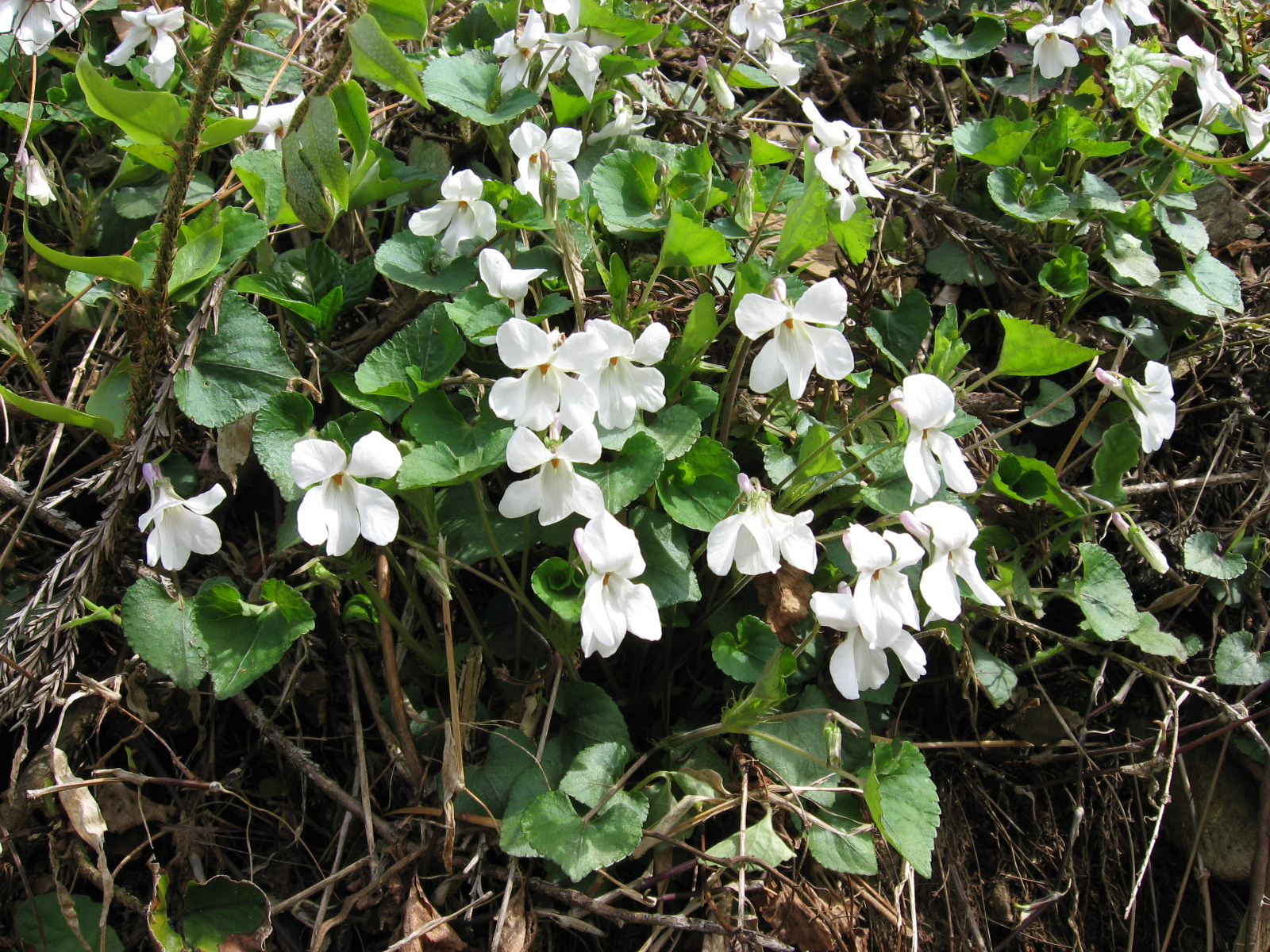
オトメスミレ（タチツボスミレの変種）
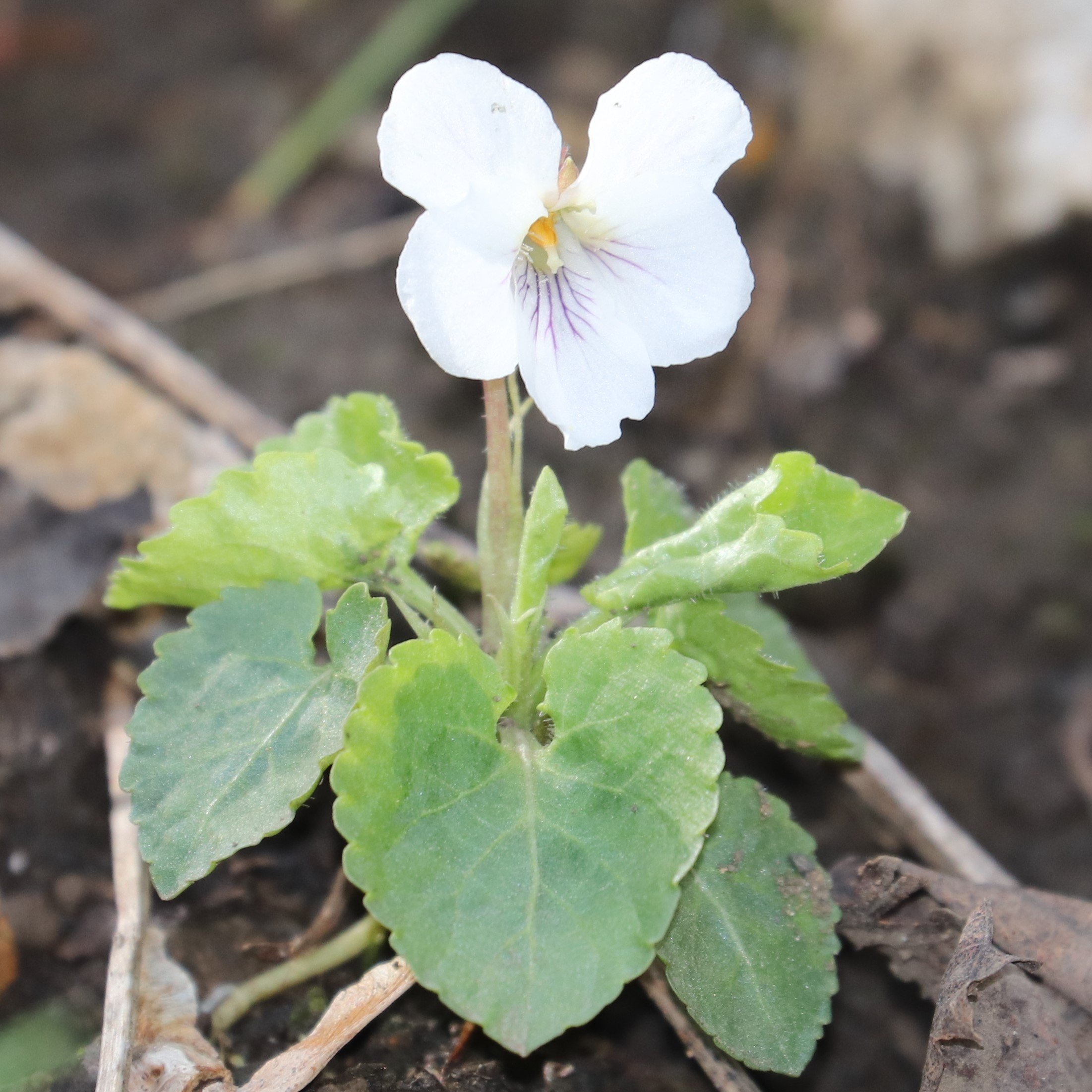
マルバスミレ
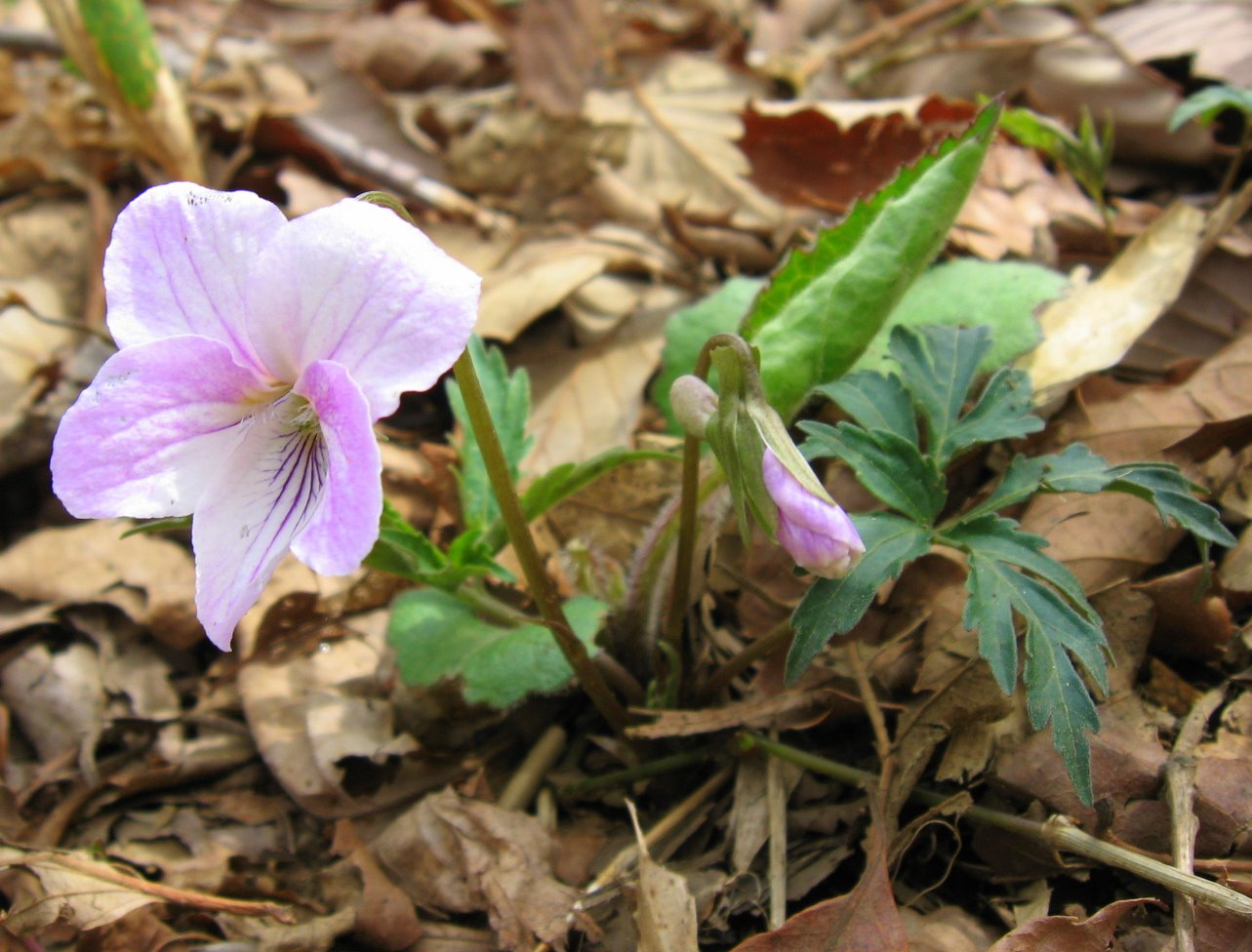
エイザンスミレ
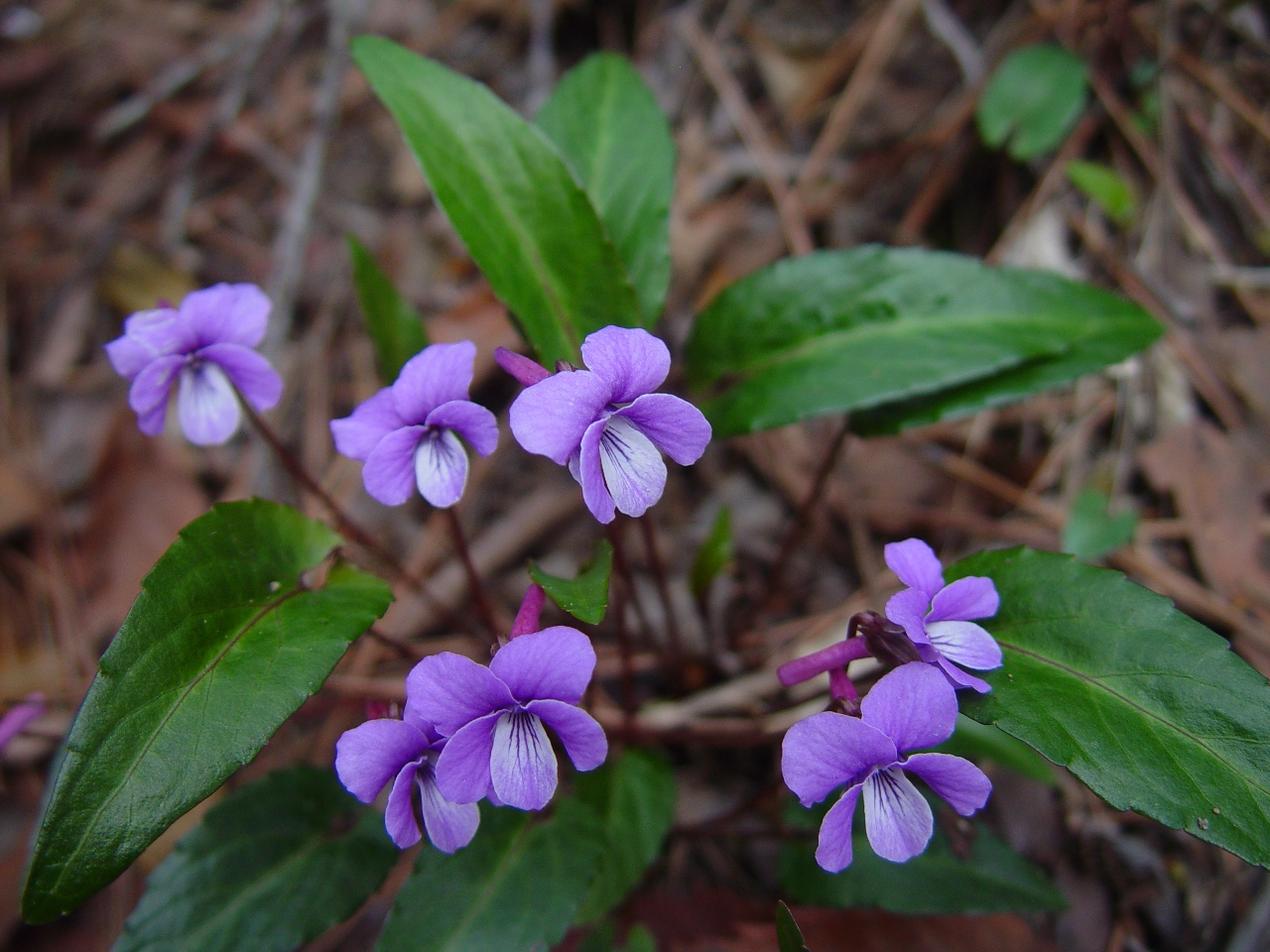
シハイスミレ
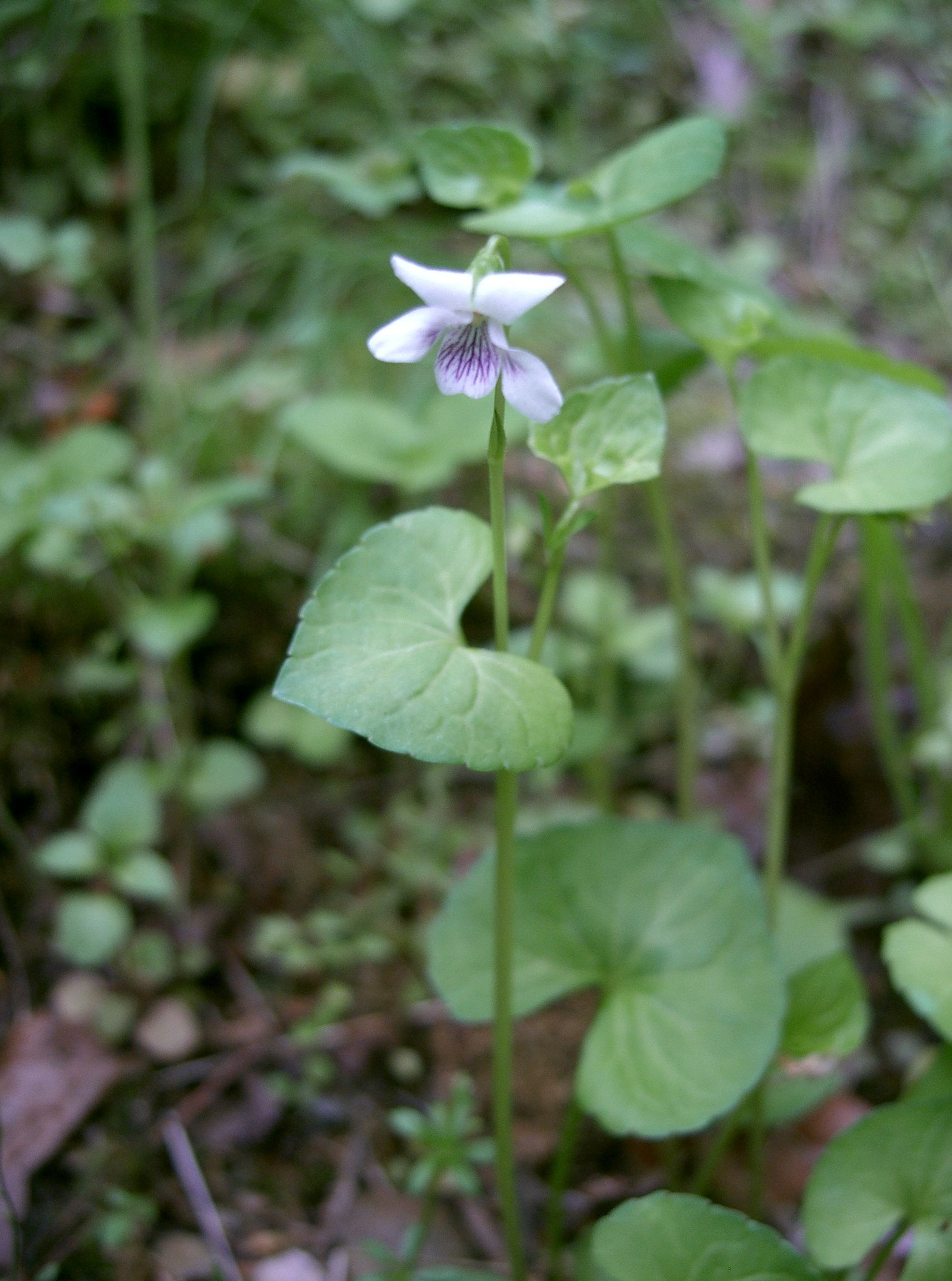
ツボスミレ
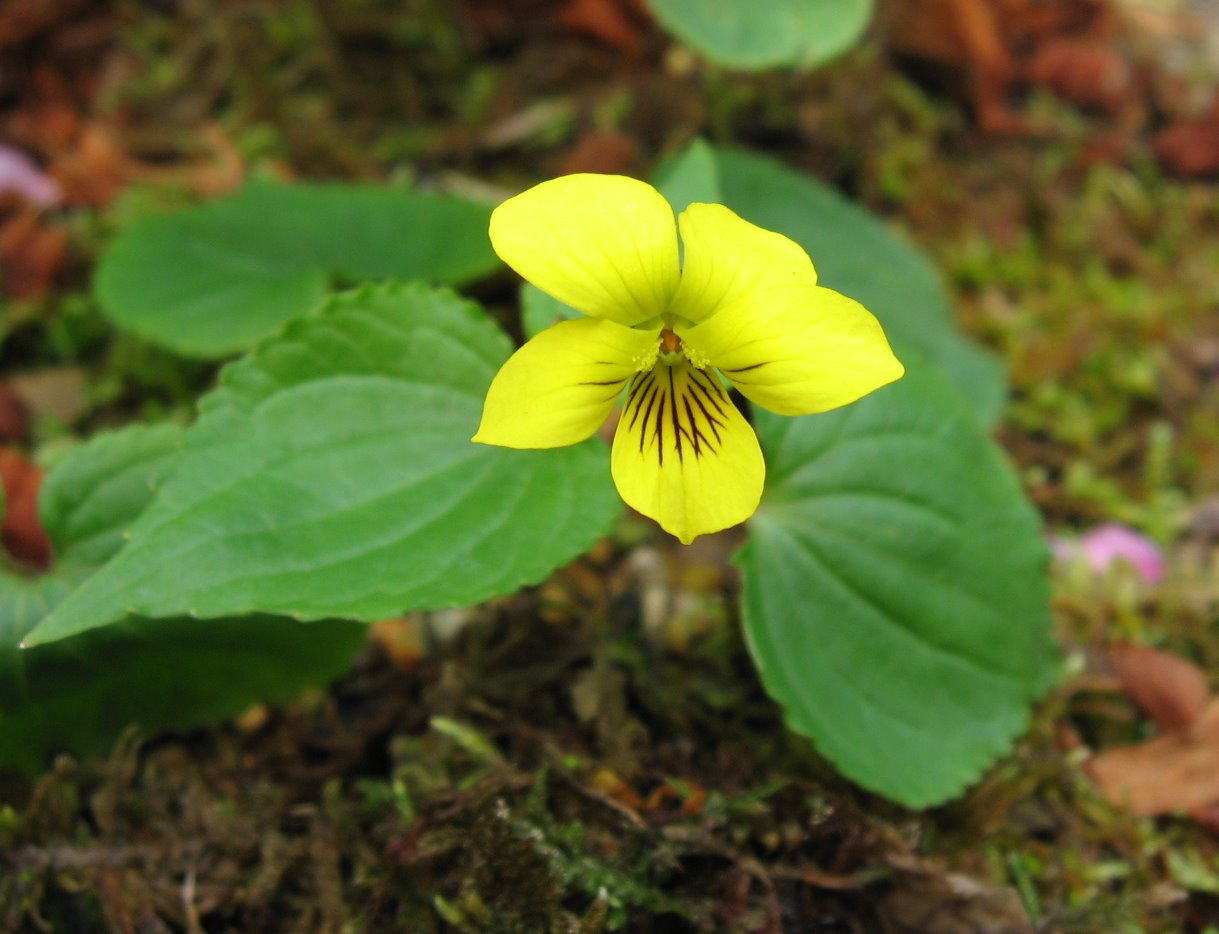
オオバキスミレ
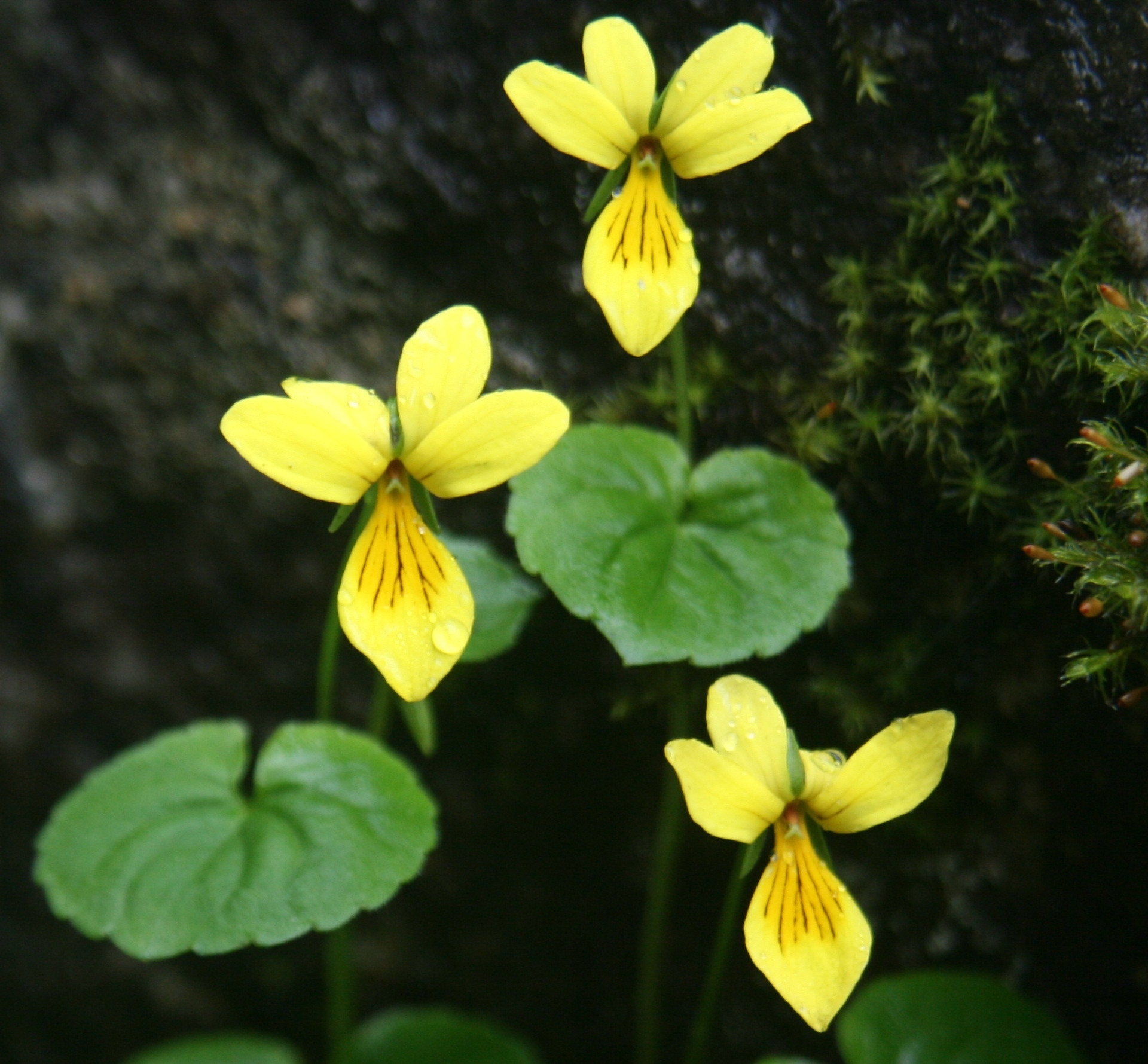
キバナノコマノツメ
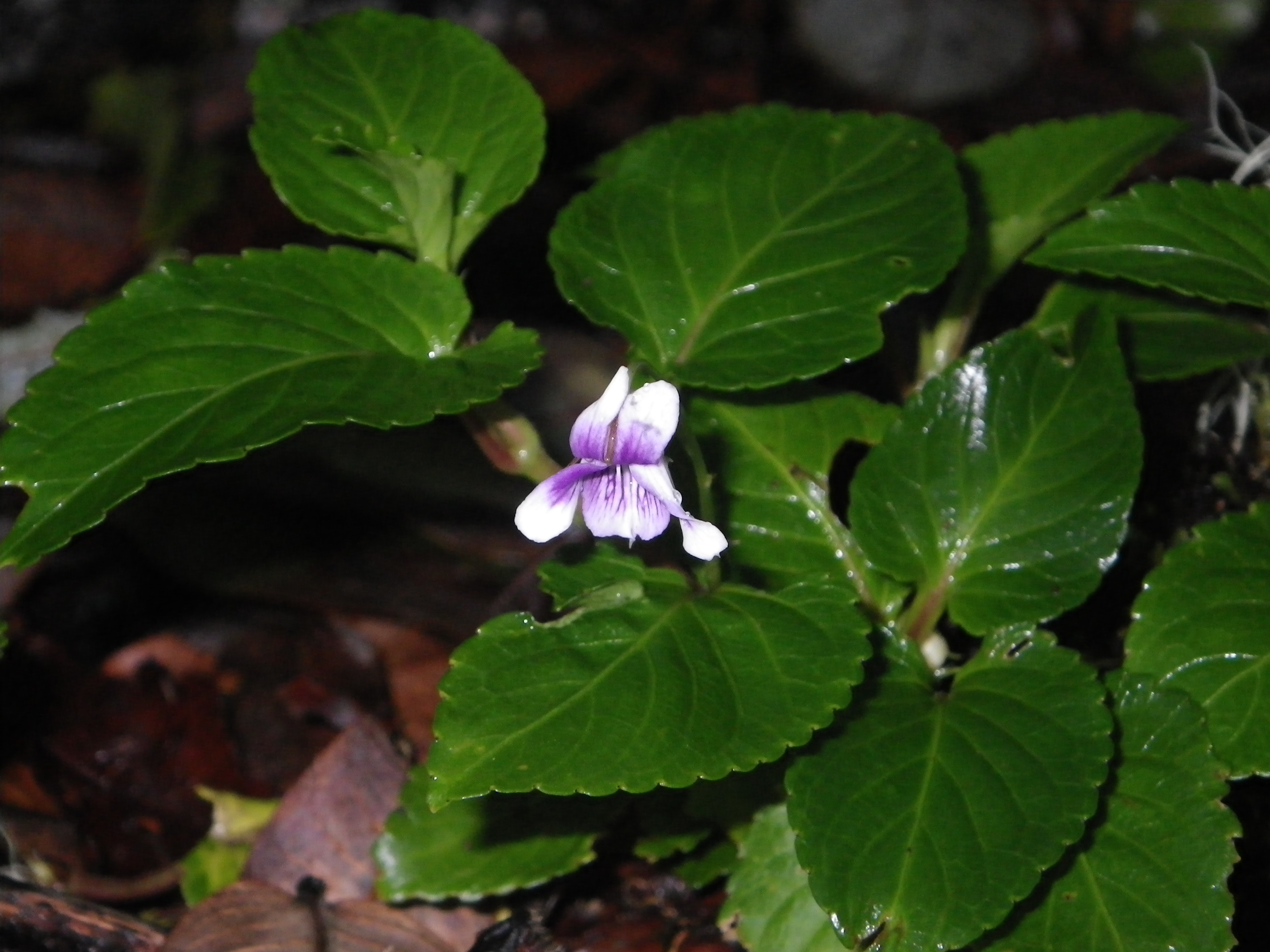
Viola scandens 中南米原産のつる性のスミレ（コスタリカ）

## 人間との関わり
日本では野に咲く花の代表として知られ、古くから親しまれてきた。しかし、世界中には様々なスミレがあり、園芸用に栽培されているものも多数ある。身近に見られる例で、花びらが大きくて平たく広がった交配種のグループはパンジー（pansy）と呼ばれる。日本の園芸用語として、小型の物はヴィオラ（viola）の呼称で呼ばれることがある。従前、“三色スミレ”という呼称で愛されたが、交配親のひとつであるViola tricolorとパンジー全体の呼び名との混用もあり、現在では余り使用されなくなった。
欧米では、パンジー以上にヴァイオレット（ニオイスミレ）が栽培され、香水や化粧品に加工される他、観賞用植物としてもさまざまな品種が作出されている。欧州でスミレの使用についての最初の記録は古代ギリシャで、薬用に使われていた。フランスでは古代ローマ時代からブーケとして観賞用に売られたり、香水やお菓子、塗り薬やお茶として使われてきた。
なお、ギリシャ神話には、天界の王ゼウスが、河の神の娘イーオーと浮気する神話が伝わる。妻である女神ヘーラーに見つかりそうになったゼウスは、イーオーを白い牛に変えてしまう。イーオーに雑草ばかりを食べさせることが可哀そうになったゼウスは、イーオーの美しい瞳をイメージした可憐な花を一面に咲かせた。その花がスミレだったという。
中世においてもその花、葉、根が薬用に使われ、特に菫油は眼病や頭痛に効くとされた。キリスト教の伝統では、スミレは聖母マリアと関連付けられており、謙虚さの象徴であり、花輪に使用される。チューダー朝時代には、頭痛やうつ病、便秘に効くとされ、ストリューイング・ハーブ（床などに撒く香草。中世の英国では体臭消しのため、入浴する代わりに香りのよいハーブを撒き、人が踏み歩くことで芳香を出した）にも適していた。18世紀までに化粧品や香水に使われるようになり、フランスやイギリスで商業的に発展した。不快な匂いが蔓延する大都市では匂い消しに小さな花束にしたものが広く販売され、服のポケットやボタン穴、帽子などに付けて使用された。
この他、観賞用のスミレとして外国から持ち込まれた物にアメリカスミレサイシン Viola sororiaがある。花の色などが異なる複数の品種があるが、繁殖力が非常に強いこともあって各地で既に野生化しており、一部では問題視されている。主に南西諸島から九州にかけて見られるツクシスミレも、かつて観賞用のスミレとして持ち込まれたものが野生化したものと見られている。
歴史上の人物で、ナポレオン1世のスミレ好きは有名で、妻ジョセフィーヌの誕生日にはスミレを送っていたとのこと。島流しになった際も、「スミレが咲く頃には戻ってくる」と言い残したとの話もある。これを含め、ヨーロッパで言及されるスミレはニオイスミレのことであることが多い。また、イギリスのヴィクトリア女王もスミレが好きで、日記にスミレについての記述が105回も登場し、とくに晩年はスミレの栽培が盛んだったコート・ダジュールで毎年休暇を楽しんだ。ヴィクトリア時代のイギリスでは、スミレはその花姿から謙虚さや忠誠心の象徴とみなされていた。
パンジーなど、一部はエディブル・フラワーとしても利用される。
スミレは山野でごく自然に見られるイメージがあるが、それ自体が人間との関わりの結果とも言える。スミレはかなり劣悪な環境下でも生える一方、周囲の草が濃く草丈が高いと生えにくい傾向がある。そのため、人の手の入りやすい野原や登山道脇などが生育に適した環境になる場合が多い。これが、人の目に触れることが多い理由の一端である。絶滅が危惧されているスミレの仲間に関して各地で保護活動が行われている理由の一つにも、このような性質がある。

## 詩歌に詠われたスミレ
ドイツ中世の愛の歌ミンネザングには「5月の野に最初の菫を見に行きましょう」（ir sult ûf des meien plân / den êrsten vîol schouwen.）という詩句が見られる。
ドイツ語圏で、13世紀後半に現れたナイトハルト・フォン・ロイエンタールを主人公とする笑話（Schwank）をもとに14世紀から15世紀・16世紀にかけてナイトハルト劇（Neidhart-Spiele）が上演されたが、それは菫をめぐって筋が展開する笑劇である。
ウィリアム・ワーズワースが詠んだ詩「スミレは苔のはえた石の下で半ば人目にかくれて咲いている。空にひとつ光っている星のように美しい。」が有名。
モーツァルトがゲーテの詩に曲を付した「すみれ（Das Veilchen）」（K.476）もそれに劣らずよく知られている。
モーツァルト最晩年の歌曲「春への憧れ（Sehnsucht nach dem Frühling）」（K.595）第1番にもスミレが春のシンボルとして歌われている。1787年作曲の歌曲「夕べの想い（Abendempfindung an Laura）」（K.523）第5番には「すみれを摘んで僕の墓に置いておくれ」と歌われている。
フランスに移住し故郷のドイツを思ってハインリヒ・ハイネが歌った望郷の詩には、「ぼくは昔　美しい祖国を持っていた　/　そこでは　樫の木が　/　高く育ち　すみれは優しくうなずいてくれた　/　それは夢だった」とスミレへの憧れが表されている:181。
「ゲーテ以後の最大の抒情詩人と言われる」（小島尚）エドゥアルト・メーリケ（1804-1875）の詩「春だ」（"Er ists”）―長篇小説「画家ノルテン」に挿入されている―においては、「すみれははや夢みつつ/やがて咲き出ようとしている」（小島尚訳）と詠われている。
なお、宝塚歌劇団のシンボル・ソングである「すみれの花咲く頃」は、1928年ドイツの元歌では「白いリラの花がまた咲くとき」（Wenn der weiße Flieder wieder blüht）である。
オペラの世界では、ヴェルディの「椿姫」（La Traviata）のヒロインにヴィオレッタ（Violetta「すみれ」）の名が当てられている 。
「雑草に近い草を」好んで詠んだ俳人 細見綾子（1907-1997）は俳句「すみれの根網目（あみめ）をなして土抱（いだ）く」（1958）において「すみれの命への讃歌」を詠っている。

## 象徴

### スミレをシンボルとする日本の市区町村
- 北海道：虻田町、洞爺湖町
- 神奈川県：横浜市保土ケ谷区、川崎市多摩区
- 静岡県：伊豆の国市
- 長野県：小諸市（コモロスミレ）
- 滋賀県：大津市（叡山すみれ）
- 奈良県：香芝市
- 兵庫県：宝塚市
- 佐賀県：大町町（三色すみれ）

### スミレをシンボルとする日本国外の自治体
- アメリカ合衆国：ウィスコンシン州（Wood Violet, Viola papilionacea Pursh）
- カナダ：ニューブランズウィック州

## 日本のスミレ

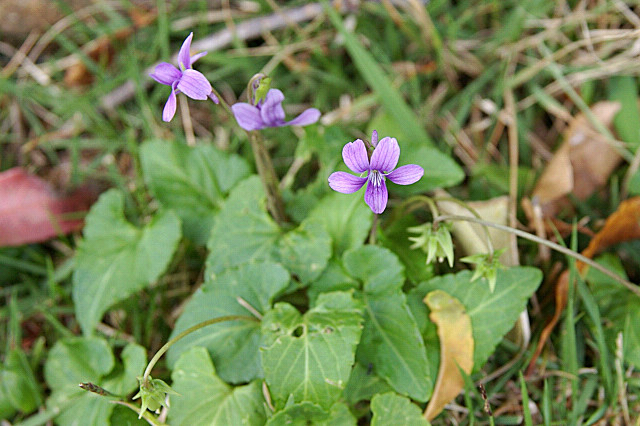
リュウキュウコスミレ（沖縄県今帰仁村・2007年3月）

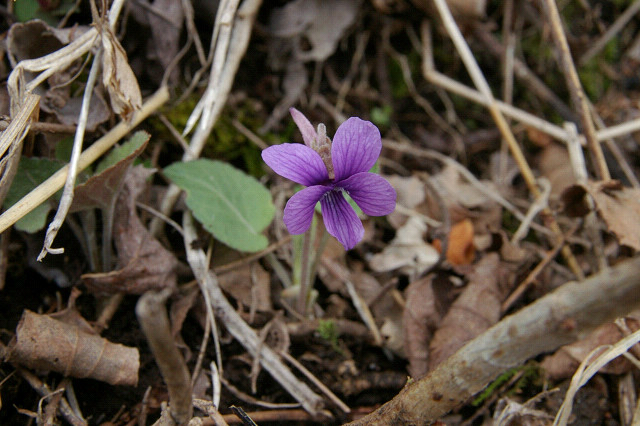
アカネスミレ（山梨県山中湖村・2007年4月）

スミレ属は世界の温帯に約400種、日本には約50種がある。非常に交雑しやすく、自然交雑種や人工交配種、 さらに観賞用のスミレが野生化して交雑したものなど、日々新しい花が増え、分布地域による変種など個体差がある。2013年時点で、北海道には80種が自生しているとされる。